# Chrysochlamys silvicola
Chrysochlamys silvicola är en tvåhjärtbladig växtart som först beskrevs av Barry Edward Hammel, och fick sitt nu gällande namn av B. E. Hammel. Chrysochlamys silvicola ingår i släktet Chrysochlamys och familjen Clusiaceae. Inga underarter finns listade i Catalogue of Life.